# Social (revista)
Social fue una revista publicada en La Habana entre 1916 y 1938.

## Descripción
Su primer número data del 25 de enero de 1916 y fue fundada por el caricaturista Conrado Massaguer. Tras pausar su aparición entre 1933 y 1935, cesó finalmente su publicación en 1938.
De ella se ha escrito que «en todo el siglo XX, ninguna otra revista pudo mostrar tan sostenida calidad y homogeneidad en cuanto a diseño y contenido, como lo hizo Social durante sus veinte años de vida». Para Alejo Carpentier «era una revista social mundana, una revista frívola que había sido creada al calor de la "Danza de los Millones", del ansia de riquezas que provocó en Cuba, sencillamente para sacar provecho a las clases adineradas y nada más».